# Jake Hamilton
Jake Hamilton, nome completo Charles Jacob “Jake” Hamilton (Rancho Cucamonga, 15 aprile 1979), è un cantante e cantautore statunitense cristiano..
Hamilton ha pubblicato l'album Marked By Heaven nel 2009, il suo primo album live. A questo seguì il suo secondo album live nel 2011, Freedom Calling, che ebbe successo commerciale grazie alla classifica della rivista Billboard. Nel 2014 Hamilton ha formato una band, Jake Hamilton & the Sound, che ha pubblicato Beautiful Rider.

## Biografia
Hamilton, all'anagrafe Charles Jacob Hamilton, nasce a Rancho Cucamonga, una città suburbana ricca situata ai piedi delle San Gabriel Mountains nella contea di San Bernardino, in California, da Catherine e Charles Hamilton. Ha due fratelli minori.

## Carriera
Hamilton cominciò a registrare come artista nel 2009 con il suo primo live album Marked By Heaven, con l'etichette Jesus Culture Music e Kingsway. Il suo secondo progetto fu Freedom Calling, del 2001, pubblicato con le stesse case discografiche, che ottenne successo commerciale. Nel 2014, Hamilton formò una band, i Jake Hamilton & the Sound, rilasciando il loro primo album, intitolato Beautiful Rider, che ha ottenuto successo commerciale e critiche positive.

## Discografia

### Studio albums
| Titolo                                   | Dettagli                                                                                | Massima posizione raggiunta | Massima posizione raggiunta |
| Titolo                                   | Dettagli                                                                                | US CHR                      | US HEAT                     |
| ---------------------------------------- | --------------------------------------------------------------------------------------- | --------------------------- | --------------------------- |
| Marked By Heaven                         | - Pubblicato: 11 maggio 2009 - Etichetta: Jesus Culture/Kingsway - CD, digital download | –                           | –                           |
| Freedom Calling                          | - Pubblicato: 17 maggio 2011 - Etichetta: Jesus Culture/Kingsway - CD, digital download | 18                          | 9                           |
| Beautiful Rider                          | - Pubblicato: 21 gennaio 2014 - Etichetta: Tone Tree - CD, digital download             | –                           | –                           |
| Holy Ghost - singolo dal film Holy Ghost | - Pubblicato: 17 giugno 2014 - Etichetta: Rylan Records - digital download              | –                           | –                           |